# Saison 1993-1994 du Football Club de Grenoble rugby
Cette page présente la saison 1993-1994 du Football club de Grenoble rugby.
L'équipe des Mammouths du FC Grenoble qui vient d’être privé du titre de champion de France 1993 à la suite d’une finale polémique après une erreur d’arbitrage et qui dispose du deuxième budget du championnat derrière le RC Toulon est favori à la course au Bouclier de Brennus.
François Nell et Thierry Devergie viennent renforcer le pack où Fouroux n’hésite pas à aligner quatre deuxièmes lignes avec Olivier Brouzet en numéro 8.
Franck Corrihons arrive au club avec lequel il terminera sa carrière après 9 saisons au service de l'équipe première. 
Cette année-là, Grenoble va à nouveau éliminer le SU Agen de la course au titre sur le score de 15 à 11 en quart de finale.
Grenoble va jouer en demi-finale contre l'AS Montferrand , l’équipe surprise de ces phases finales, qui a battu Toulon, en quart de finale (15-8).
Pourtant favoris les mammouths grenoblois sont battus 22 à 15 à Nîmes, laissant échapper le match en seconde mi-temps.
Le club se qualifie pour la première coupe d’Europe de rugby mais cette édition sera finalement annulée.

## Les matchs de la saison

### Phase de qualification
Grenoble termine 3e de sa poule dernière Auch et Toulouse avec 9 victoires et 5 défaites.

### À domicile
- Grenoble-Mont de Marsan 72-26
- Grenoble-Auch 49-7
- Grenoble-Valence d’Agen 60-18
- Grenoble-Dax 22-18
- Grenoble-Toulouse 28-22
- Grenoble-Tarbes 50-15
- Grenoble-Dijon 53-24

### À l’extérieur
- Mont de Marsan-Grenoble 13-10
- Auch-Grenoble 27-12
- Valence d’Agen-Grenoble 9-18
- Dax-Grenoble 28-12
- Toulouse-Grenoble 54-7
- Tarbes-Grenoble 18-7
- Dijon-Grenoble 7-9

## Classement des 4 poules de 8
Les équipes sont listées dans leur ordre de classement à l'issue de la première phase qualificative. Les quatre premières équipes de chaque poules sont qualifiées pour le Top 16.
| Poule 1 - CA Bègles-Bordeaux - Castres olympique - AS Montferrand - Aviron bayonnais - CA Brive - FCS Rumilly - RRC Nice - CA Périgueux Poule 3 - SU Agen - Biarritz olympique - CS Bourgoin-Jallieu - RC Narbonne - RC Nîmes - Section paloise - FC Lourdes - SC Graulhet | Poule 2 - FC Auch - Stade toulousain - FC Grenoble - US Dax - Stadoceste tarbais - Stade dijonnais - Stade montois - Avenir valencien Poule 4 - USA Perpignan - Racing Club de France - US Colomiers - RC Toulon - Stade bordelais UC - Montpellier RC - AS Béziers - Lyon OU |

### Top 16
Grenoble termine premier de sa poule avec 4 victoires et 2 défaites 

### À domicile
- Grenoble-Montferrand 23-9
- Grenoble-Racing 29-24
- Grenoble-Biarritz 20-6

### À l’extérieur
- Montferrand-Grenoble 30-13
- Racing-Grenoble 13-17
- Biarritz-Grenoble 9-0

## Classement des 4 poules de 4 (Top 16)
Les équipes sont listées dans leur ordre de classement. Les deux premières équipes de chaque poules sont qualifiées pour les quarts de finale.
| Poule 1 - Stade toulousain - RC Narbonne - CA Bègles-Bordeaux - US Colomiers Poule 2 - RC Toulon - SU Agen - Aviron bayonnais - FC Auch | Poule 3 - FC Grenoble - AS Montferrand - Racing club de France - Biarritz olympique Poule 4 - US Dax - CS Bourgoin-Jallieu - USA Perpignan - Castres olympique |

### Tableau
|  | Quarts de finale                               | Quarts de finale       |                  |    | Demi-finales                             | Demi-finales                             |  |  | Finale                                    | Finale                                    |
|  | Quarts de finale                               | Quarts de finale       |                  |    | Demi-finales                             | Demi-finales                             |  |  | Finale                                    | Finale                                    |
|  |                                                |                        |                  |    |                                          |                                          |  |  |                                           |                                           |
|  |                                                |                        |                  |    | le 22 mai 1994 au Parc Lescure, Bordeaux | le 22 mai 1994 au Parc Lescure, Bordeaux |  |  | le 28 mai 1994 au Parc des Princes, Paris | le 28 mai 1994 au Parc des Princes, Paris |
|  |                                                |                        |                  |    | le 22 mai 1994 au Parc Lescure, Bordeaux | le 22 mai 1994 au Parc Lescure, Bordeaux |  |  | le 28 mai 1994 au Parc des Princes, Paris | le 28 mai 1994 au Parc des Princes, Paris |
|  | US Dax                                         | 18                     |                  |    | le 22 mai 1994 au Parc Lescure, Bordeaux | le 22 mai 1994 au Parc Lescure, Bordeaux |  |  | le 28 mai 1994 au Parc des Princes, Paris | le 28 mai 1994 au Parc des Princes, Paris |
|  | US Dax                                         | 18                     |                  |    | le 22 mai 1994 au Parc Lescure, Bordeaux | le 22 mai 1994 au Parc Lescure, Bordeaux |  |  | le 28 mai 1994 au Parc des Princes, Paris | le 28 mai 1994 au Parc des Princes, Paris |
|  | CS Bourgoin-Jallieu                            | 9                      |                  |    | le 22 mai 1994 au Parc Lescure, Bordeaux | le 22 mai 1994 au Parc Lescure, Bordeaux |  |  | le 28 mai 1994 au Parc des Princes, Paris | le 28 mai 1994 au Parc des Princes, Paris |
|  | CS Bourgoin-Jallieu                            | 9                      | US Dax           | 25 |                                          |                                          |  |  | le 28 mai 1994 au Parc des Princes, Paris | le 28 mai 1994 au Parc des Princes, Paris |
|  | le 15 mai 1994 au Stade Maurice-Trélut, Tarbes |                        | US Dax           | 25 |                                          |                                          |  |  | le 28 mai 1994 au Parc des Princes, Paris | le 28 mai 1994 au Parc des Princes, Paris |
|  |                                                | Stade toulousain       | 30               |    |                                          |                                          |  |  | le 28 mai 1994 au Parc des Princes, Paris | le 28 mai 1994 au Parc des Princes, Paris |
|  | Stade toulousain                               | Stade toulousain       | 30               | 26 |                                          |                                          |  |  | le 28 mai 1994 au Parc des Princes, Paris | le 28 mai 1994 au Parc des Princes, Paris |
|  | Stade toulousain                               |                        |                  | 26 |                                          |                                          |  |  | le 28 mai 1994 au Parc des Princes, Paris | le 28 mai 1994 au Parc des Princes, Paris |
|  | RC Narbonne                                    | 12                     |                  |    |                                          |                                          |  |  | le 28 mai 1994 au Parc des Princes, Paris | le 28 mai 1994 au Parc des Princes, Paris |
|  | RC Narbonne                                    | 12                     | Stade toulousain | 22 |                                          |                                          |  |  |                                           |                                           |
|  | le 14 mai 1994 à Lyon                          |                        | Stade toulousain | 22 |                                          |                                          |  |  |                                           |                                           |
|  |                                                | AS Montferrand         | 16               |    |                                          |                                          |  |  |                                           |                                           |
|  | AS Montferrand                                 | AS Montferrand         | 16               | 15 |                                          |                                          |  |  |                                           |                                           |
|  | AS Montferrand                                 | le 21 mai 1994 à Nîmes |                  | 15 |                                          |                                          |  |  |                                           |                                           |
|  | RC Toulon                                      | 8                      |                  |    |                                          |                                          |  |  |                                           |                                           |
|  | RC Toulon                                      | 8                      | AS Montferrand   | 22 |                                          |                                          |  |  |                                           |                                           |
|  |                                                |                        | AS Montferrand   | 22 |                                          |                                          |  |  |                                           |                                           |
|  |                                                | FC Grenoble            | 15               |    |                                          |                                          |  |  |                                           |                                           |
|  | FC Grenoble                                    | FC Grenoble            | 15               | 15 |                                          |                                          |  |  |                                           |                                           |
|  | FC Grenoble                                    |                        |                  | 15 |                                          |                                          |  |  |                                           |                                           |
|  | SU Agen                                        | 11                     |                  |    |                                          |                                          |  |  |                                           |                                           |
|  | SU Agen                                        | 11                     |                  |    |                                          |                                          |  |  |                                           |                                           |

## Challenge Yves Du Manoir
En Challenge Yves du Manoir, Grenoble termine second de sa poule derrière Brive et devant  Béziers et FC Lourdes avec 2 victoires, 2 nuls et 2 défaites puis est éliminé en huitièmes de finale par Castres au nombre de pénalités (défaites 17-14 à Castres puis victoire 12-9 à Grenoble).

### À domicile
- Grenoble-Brive 6-6
- Grenoble-Lourdes Béziers 17-0
- Grenoble-Lourdes 63-12

### À l’extérieur
- Brive-Grenoble 24-22
- Lourdes-Grenoble 15-15
- Béziers-Grenoble 6-0

### Tableau final
|  | Huitièmes de finale | Huitièmes de finale | Huitièmes de finale | Huitièmes de finale |                   |                   | Quarts de finale | Quarts de finale | Quarts de finale | Quarts de finale |  |  | Demi-finales | Demi-finales | Demi-finales | Demi-finales |  |  | Finale                                | Finale                                | Finale                                | Finale                                |
|  |                     |                     |                     |                     |                   |                   |                  |                  |                  |                  |  |  |              |              |              |              |  |  |                                       |                                       |                                       |                                       |
|  | 13 février 1994     | 13 février 1994     | 13 février 1994     | 13 février 1994     |                   |                   | 27 mars 1994     | 27 mars 1994     | 27 mars 1994     | 27 mars 1994     |  |  | 8 mai 1994   | 8 mai 1994   | 8 mai 1994   | 8 mai 1994   |  |  | 4 juin 1994, Stade Maurice-Boyau, Dax | 4 juin 1994, Stade Maurice-Boyau, Dax | 4 juin 1994, Stade Maurice-Boyau, Dax | 4 juin 1994, Stade Maurice-Boyau, Dax |
|  | Racing CF           | Racing CF           | -                   | -                   |                   |                   | 27 mars 1994     | 27 mars 1994     | 27 mars 1994     | 27 mars 1994     |  |  | 8 mai 1994   | 8 mai 1994   | 8 mai 1994   | 8 mai 1994   |  |  | 4 juin 1994, Stade Maurice-Boyau, Dax | 4 juin 1994, Stade Maurice-Boyau, Dax | 4 juin 1994, Stade Maurice-Boyau, Dax | 4 juin 1994, Stade Maurice-Boyau, Dax |
|  | Racing CF           | Racing CF           | -                   | -                   |                   |                   | 27 mars 1994     | 27 mars 1994     | 27 mars 1994     | 27 mars 1994     |  |  | 8 mai 1994   | 8 mai 1994   | 8 mai 1994   | 8 mai 1994   |  |  | 4 juin 1994, Stade Maurice-Boyau, Dax | 4 juin 1994, Stade Maurice-Boyau, Dax | 4 juin 1994, Stade Maurice-Boyau, Dax | 4 juin 1994, Stade Maurice-Boyau, Dax |
|  | USA Perpignan       | USA Perpignan       | -                   | -                   |                   |                   | 27 mars 1994     | 27 mars 1994     | 27 mars 1994     | 27 mars 1994     |  |  | 8 mai 1994   | 8 mai 1994   | 8 mai 1994   | 8 mai 1994   |  |  | 4 juin 1994, Stade Maurice-Boyau, Dax | 4 juin 1994, Stade Maurice-Boyau, Dax | 4 juin 1994, Stade Maurice-Boyau, Dax | 4 juin 1994, Stade Maurice-Boyau, Dax |
|  | USA Perpignan       | USA Perpignan       | -                   | -                   | USA Perpignan     | USA Perpignan     | 12               | 12               |                  |                  |  |  | 8 mai 1994   | 8 mai 1994   | 8 mai 1994   | 8 mai 1994   |  |  | 4 juin 1994, Stade Maurice-Boyau, Dax | 4 juin 1994, Stade Maurice-Boyau, Dax | 4 juin 1994, Stade Maurice-Boyau, Dax | 4 juin 1994, Stade Maurice-Boyau, Dax |
|  |                     |                     |                     |                     | USA Perpignan     | USA Perpignan     | 12               | 12               |                  |                  |  |  | 8 mai 1994   | 8 mai 1994   | 8 mai 1994   | 8 mai 1994   |  |  | 4 juin 1994, Stade Maurice-Boyau, Dax | 4 juin 1994, Stade Maurice-Boyau, Dax | 4 juin 1994, Stade Maurice-Boyau, Dax | 4 juin 1994, Stade Maurice-Boyau, Dax |
|  |                     |                     | Biarritz olympique  | Biarritz olympique  | 6                 | 6                 |                  |                  |                  |                  |  |  | 8 mai 1994   | 8 mai 1994   | 8 mai 1994   | 8 mai 1994   |  |  | 4 juin 1994, Stade Maurice-Boyau, Dax | 4 juin 1994, Stade Maurice-Boyau, Dax | 4 juin 1994, Stade Maurice-Boyau, Dax | 4 juin 1994, Stade Maurice-Boyau, Dax |
|  |                     |                     |                     |                     | 6                 | 6                 |                  |                  |                  |                  |  |  | 8 mai 1994   | 8 mai 1994   | 8 mai 1994   | 8 mai 1994   |  |  | 4 juin 1994, Stade Maurice-Boyau, Dax | 4 juin 1994, Stade Maurice-Boyau, Dax | 4 juin 1994, Stade Maurice-Boyau, Dax | 4 juin 1994, Stade Maurice-Boyau, Dax |
|  |                     | 26 mars 1994        |                     |                     |                   |                   |                  |                  |                  |                  |  |  | 8 mai 1994   | 8 mai 1994   | 8 mai 1994   | 8 mai 1994   |  |  | 4 juin 1994, Stade Maurice-Boyau, Dax | 4 juin 1994, Stade Maurice-Boyau, Dax | 4 juin 1994, Stade Maurice-Boyau, Dax | 4 juin 1994, Stade Maurice-Boyau, Dax |
|  |                     |                     |                     |                     |                   |                   |                  |                  |                  |                  |  |  | 8 mai 1994   | 8 mai 1994   | 8 mai 1994   | 8 mai 1994   |  |  | 4 juin 1994, Stade Maurice-Boyau, Dax | 4 juin 1994, Stade Maurice-Boyau, Dax | 4 juin 1994, Stade Maurice-Boyau, Dax | 4 juin 1994, Stade Maurice-Boyau, Dax |
|  | USA Perpignan       | USA Perpignan       | 13                  | 13                  |                   |                   |                  |                  |                  |                  |  |  |              |              |              |              |  |  | 4 juin 1994, Stade Maurice-Boyau, Dax | 4 juin 1994, Stade Maurice-Boyau, Dax | 4 juin 1994, Stade Maurice-Boyau, Dax | 4 juin 1994, Stade Maurice-Boyau, Dax |
|  | USA Perpignan       | USA Perpignan       | 13                  | 13                  | 12 février 1994   |                   |                  |                  |                  |                  |  |  |              |              |              |              |  |  | 4 juin 1994, Stade Maurice-Boyau, Dax | 4 juin 1994, Stade Maurice-Boyau, Dax | 4 juin 1994, Stade Maurice-Boyau, Dax | 4 juin 1994, Stade Maurice-Boyau, Dax |
|  |                     |                     | RC Narbonne         | RC Narbonne         | 6                 | 6                 |                  |                  |                  |                  |  |  |              |              |              |              |  |  | 4 juin 1994, Stade Maurice-Boyau, Dax | 4 juin 1994, Stade Maurice-Boyau, Dax | 4 juin 1994, Stade Maurice-Boyau, Dax | 4 juin 1994, Stade Maurice-Boyau, Dax |
|  | US Dax              | US Dax              | RC Narbonne         | RC Narbonne         | 6                 | 6                 | -                | -                |                  |                  |  |  |              |              |              |              |  |  | 4 juin 1994, Stade Maurice-Boyau, Dax | 4 juin 1994, Stade Maurice-Boyau, Dax | 4 juin 1994, Stade Maurice-Boyau, Dax | 4 juin 1994, Stade Maurice-Boyau, Dax |
|  | US Dax              | US Dax              | 7 mai 1994, Bègles  |                     |                   |                   | -                | -                |                  |                  |  |  |              |              |              |              |  |  | 4 juin 1994, Stade Maurice-Boyau, Dax | 4 juin 1994, Stade Maurice-Boyau, Dax | 4 juin 1994, Stade Maurice-Boyau, Dax | 4 juin 1994, Stade Maurice-Boyau, Dax |
|  | RC Narbonne         | RC Narbonne         | -                   | -                   |                   |                   |                  |                  |                  |                  |  |  |              |              |              |              |  |  | 4 juin 1994, Stade Maurice-Boyau, Dax | 4 juin 1994, Stade Maurice-Boyau, Dax | 4 juin 1994, Stade Maurice-Boyau, Dax | 4 juin 1994, Stade Maurice-Boyau, Dax |
|  | RC Narbonne         | RC Narbonne         | -                   | -                   | RC Narbonne       | RC Narbonne       | 35               | 35               |                  |                  |  |  |              |              |              |              |  |  | 4 juin 1994, Stade Maurice-Boyau, Dax | 4 juin 1994, Stade Maurice-Boyau, Dax | 4 juin 1994, Stade Maurice-Boyau, Dax | 4 juin 1994, Stade Maurice-Boyau, Dax |
|  |                     |                     |                     |                     | RC Narbonne       | RC Narbonne       | 35               | 35               |                  |                  |  |  |              |              |              |              |  |  | 4 juin 1994, Stade Maurice-Boyau, Dax | 4 juin 1994, Stade Maurice-Boyau, Dax | 4 juin 1994, Stade Maurice-Boyau, Dax | 4 juin 1994, Stade Maurice-Boyau, Dax |
|  |                     |                     | CA Brive            | CA Brive            | 6                 | 6                 |                  |                  |                  |                  |  |  |              |              |              |              |  |  | 4 juin 1994, Stade Maurice-Boyau, Dax | 4 juin 1994, Stade Maurice-Boyau, Dax | 4 juin 1994, Stade Maurice-Boyau, Dax | 4 juin 1994, Stade Maurice-Boyau, Dax |
|  |                     |                     |                     |                     | 6                 | 6                 |                  |                  |                  |                  |  |  |              |              |              |              |  |  | 4 juin 1994, Stade Maurice-Boyau, Dax | 4 juin 1994, Stade Maurice-Boyau, Dax | 4 juin 1994, Stade Maurice-Boyau, Dax | 4 juin 1994, Stade Maurice-Boyau, Dax |
|  |                     | 27 mars 1994, Brive |                     |                     |                   |                   |                  |                  |                  |                  |  |  |              |              |              |              |  |  | 4 juin 1994, Stade Maurice-Boyau, Dax | 4 juin 1994, Stade Maurice-Boyau, Dax | 4 juin 1994, Stade Maurice-Boyau, Dax | 4 juin 1994, Stade Maurice-Boyau, Dax |
|  |                     |                     |                     |                     |                   |                   |                  |                  |                  |                  |  |  |              |              |              |              |  |  | 4 juin 1994, Stade Maurice-Boyau, Dax | 4 juin 1994, Stade Maurice-Boyau, Dax | 4 juin 1994, Stade Maurice-Boyau, Dax | 4 juin 1994, Stade Maurice-Boyau, Dax |
|  | USA Perpignan       | USA Perpignan       | 18                  | 18                  |                   |                   |                  |                  |                  |                  |  |  |              |              |              |              |  |  |                                       |                                       |                                       |                                       |
|  | USA Perpignan       | USA Perpignan       | 18                  | 18                  |                   |                   |                  |                  |                  |                  |  |  |              |              |              |              |  |  |                                       |                                       |                                       |                                       |
|  |                     |                     | AS Montferrand      | AS Montferrand      | 3                 | 3                 |                  |                  |                  |                  |  |  |              |              |              |              |  |  |                                       |                                       |                                       |                                       |
|  |                     |                     |                     |                     | 3                 | 3                 |                  |                  |                  |                  |  |  |              |              |              |              |  |  |                                       |                                       |                                       |                                       |
|  |                     |                     |                     |                     |                   |                   |                  |                  |                  |                  |  |  |              |              |              |              |  |  |                                       |                                       |                                       |                                       |
|  |                     |                     |                     |                     |                   |                   |                  |                  |                  |                  |  |  |              |              |              |              |  |  |                                       |                                       |                                       |                                       |
|  | AS Montferrand      | AS Montferrand      | 28                  | 28                  |                   |                   |                  |                  |                  |                  |  |  |              |              |              |              |  |  |                                       |                                       |                                       |                                       |
|  | AS Montferrand      | AS Montferrand      | 28                  | 28                  |                   |                   |                  |                  |                  |                  |  |  |              |              |              |              |  |  |                                       |                                       |                                       |                                       |
|  |                     |                     | Stade toulousain    | Stade toulousain    | 19                | 19                |                  |                  |                  |                  |  |  |              |              |              |              |  |  |                                       |                                       |                                       |                                       |
|  |                     |                     |                     |                     | 19                | 19                |                  |                  |                  |                  |  |  |              |              |              |              |  |  |                                       |                                       |                                       |                                       |
|  |                     | 27 mars 1994        |                     |                     |                   |                   |                  |                  |                  |                  |  |  |              |              |              |              |  |  |                                       |                                       |                                       |                                       |
|  |                     |                     |                     |                     |                   |                   |                  |                  |                  |                  |  |  |              |              |              |              |  |  |                                       |                                       |                                       |                                       |
|  | AS Montferrand      | AS Montferrand      | 26                  | 26                  |                   |                   |                  |                  |                  |                  |  |  |              |              |              |              |  |  |                                       |                                       |                                       |                                       |
|  | AS Montferrand      | AS Montferrand      | 26                  | 26                  | 13 février 1994   |                   |                  |                  |                  |                  |  |  |              |              |              |              |  |  |                                       |                                       |                                       |                                       |
|  |                     |                     | Castres olympique   | Castres olympique   | 19                | 19                |                  |                  |                  |                  |  |  |              |              |              |              |  |  |                                       |                                       |                                       |                                       |
|  | Castres olympique   | Castres olympique   | Castres olympique   | Castres olympique   | 19                | 19                | 17               | 9                |                  |                  |  |  |              |              |              |              |  |  |                                       |                                       |                                       |                                       |
|  | Castres olympique   | Castres olympique   |                     |                     |                   |                   |                  | 9                |                  |                  |  |  |              |              |              |              |  |  |                                       |                                       |                                       |                                       |
|  | FC Grenoble         | FC Grenoble         | 14                  | 12                  |                   |                   |                  |                  |                  |                  |  |  |              |              |              |              |  |  |                                       |                                       |                                       |                                       |
|  | FC Grenoble         | FC Grenoble         | 14                  | 12                  | Castres olympique | Castres olympique | 34               | 34               |                  |                  |  |  |              |              |              |              |  |  |                                       |                                       |                                       |                                       |
|  |                     |                     |                     |                     | Castres olympique | Castres olympique | 34               | 34               |                  |                  |  |  |              |              |              |              |  |  |                                       |                                       |                                       |                                       |
|  |                     |                     | US Colomiers        | US Colomiers        | 25                | 25                |                  |                  |                  |                  |  |  |              |              |              |              |  |  |                                       |                                       |                                       |                                       |
|  |                     |                     |                     |                     | 25                | 25                |                  |                  |                  |                  |  |  |              |              |              |              |  |  |                                       |                                       |                                       |                                       |
|  |                     |                     |                     |                     |                   |                   |                  |                  |                  |                  |  |  |              |              |              |              |  |  |                                       |                                       |                                       |                                       |
|  |                     |                     |                     |                     |                   |                   |                  |                  |                  |                  |  |  |              |              |              |              |  |  |                                       |                                       |                                       |                                       |
|  |                     |                     |                     |                     |                   |                   |                  |                  |                  |                  |  |  |              |              |              |              |  |  |                                       |                                       |                                       |                                       |
|  |                     |                     |                     |                     |                   |                   |                  |                  |                  |                  |  |  |              |              |              |              |  |  |                                       |                                       |                                       |                                       |

## Effectif de la saison 1993-1994
| Nom                | Poste                  | Naissance        | Nationalité    |
| ------------------ | ---------------------- | ---------------- | -------------- |
| Fréderic Aimard    | Pilier                 | 24 avril 1974    | France         |
| Arnaud Bazin       | Pilier                 | 24 novembre 1964 | France         |
| Franck Capdeville  | Pilier                 | 26 mai 1964      | France         |
| Romain Magellan    | Pilier                 | 13 mai 1973      | France         |
| François Nell      | Pilier                 | 11 novembre 1963 | Afrique du Sud |
| Philippe Tapié     | Pilier                 | 2 novembre 1966  | France         |
| Éric Ferruit       | Talonneur              | 10 juillet 1962  | France         |
| Fabrice Landreau   | Talonneur              | 1er août 1968    | France         |
| Thierry Devergie   | Deuxième ligne         | 27 juillet 1966  | France         |
| Olivier Merle      | Deuxième ligne         | 14 novembre 1965 | France         |
| Laurent Villien    | Deuxième ligne         | 16 février 1971  | France         |
| Hervé Chaffardon   | Troisième ligne aile   | 27 août 1965     | France         |
| Gregory Kacala     | Troisième ligne aile   | 15 mars 1966     | Pologne        |
| Lionel Mallier     | Troisième ligne aile   | 6 mars 1974      | France         |
| Patrice Vacchino   | Troisième ligne aile   | 15 juillet 1970  | France         |
| Olivier Brouzet    | Troisième ligne centre | 22 novembre 1972 | France         |
| Gilles Camberabero | Demi de mêlée          | 11 janvier 1963  | France         |
| Franck Hueber      | Demi de mêlée          | 26 mars 1972     | France         |
| Patrick Goirand    | Demi d'ouverture       | 10 octobre 1972  | France         |
| Virgil Năstase     | Demi d'ouverture       | 17 décembre 1966 | Roumanie       |
| Martial Servantes  | Centre                 | 20 octobre 1967  | France         |
| Charl Snyman       | Centre                 | 3 août 1967      | Afrique du Sud |
| Willy Taofifénua   | Centre                 | 4 février 1963   | France         |
| Frédéric Vélo      | Centre                 | 4 janvier 1966   | France         |
| Brice Bardou       | Ailier                 | 13 février 1969  | France         |
| Franck Corrihons   | Ailier                 | 7 septembre 1970 | France         |
| Philippe Meunier   | Ailier                 | 19 juin 1963     | France         |
| Franck Rimet       | Ailier                 | 7 mars 1971      | France         |
| Stéphane Weller    | Ailier                 | 13 juin 1966     | France         |
| Xavier Cambres     | Arrière                | 11 juin 1974     | France         |
| Cyril Savy         | Arrière                | 11 juillet 1968  | France         |

### Équipe-Type
1. Philippe Tapié  2. Fabrice Landreau 3. François Nell 

4. Olivier Merle 5. Thierry Devergie 

6. Gregory Kacala 8. Olivier Brouzet 7. Hervé Chaffardon  

9. Franck Hueber puis Gilles Camberabero 10. Patrick Goirand 

11. Franck Corrihons 12. Frédéric Vélo 13. Willy Taofifénua 14. Brice Bardou ou Xavier Cambres 

15. Cyril Savy 

## Entraîneurs
L'équipe professionnelle est encadrée par
| Nom             | Poste      | Nationalité |
| --------------- | ---------- | ----------- |
| Jacques Fouroux | Manager    | France      |
| Michel Ringeval | Entraîneur | France      |

## Olivier Brouzetenéquipe nationale
Il obtient sa première sélection le 19 mars 1994 contre l'Écosse au Murrayfield Stadium de Édimbourg.